# Mesomexovis atenango
Espèce
Synonymes
- Vaejovis atenango Francke & González-Santillán, 2006
- Kochius atenango (Francke & González-Santillán, 2006)

Mesomexovis atenango est une espèce de scorpions de la famille des Vaejovidae.

## Distribution
Cette espèce est endémique du Mexique. Elle se rencontre au Guerrero et au Morelos.

## Description
Le mâle holotype mesure 53,1 mm et la femelle paratype 56,6 mm.

## Systématique et taxinomie
Cette espèce a été décrite sous le protonyme Vaejovis atenango par Francke et González-Santillán en 2006. Elle est placée dans le genre Kochius par Soleglad et Fet en 2008 puis dans le genre Mesomexovis par González Santillán et Prendini en 2013.

## Étymologie
Son nom d'espèce lui a été donné en référence au lieu de sa découverte, Atenango del Río.

## Publication originale
- Francke & González-Santillán, 2006 : « A new species belonging to the Vaejovis punctipalpi group (Scorpiones, Vaejovidae) from southern Mexico. » Journal of Arachnology, vol. 34, no 3, p. 586-591 (texte original).